# Лёгкая атлетика на летних Олимпийских играх 2020 — эстафета 4×400 метров (женщины)
Соревнования в эстафете на 4×400 метров среди женщин на летних Олимпийских играх 2020 года прошли 5 и 7 августа 2021 года на Японском национальном стадионе. В соревнованиях приняли участие 16 эстафетных команд, каждая из которых насчитывала 5 членов, из которых в каждом раунде выбирают 4.

## Медалисты
| Золото | Серебро | Бронза |
| США · Сидни Маклафлин · Эллисон Феликс · Далайла Мухаммад · Атинг Му · Кендалл Эллис · Линна Ирби · Уэйдлайн Джонатас · Кейлин Уитни | Польша · Наталья Качмарек · Ига Баумгарт-Витан · Малгожата Холуб-Ковалик · Юстина Свенти-Эрсетиц · Анна Келбасиньская | Ямайка · Рониша Макгрегор · Джанив Расселл · Шерика Джексон · Кэндис Маклауд · Джунелль Бромфилд · Стэйси-Энн Уильямс |

## История
Соревнование в эстафете на 4×400 метров среди женщин на Олимпийских играх 2020 года будет проводиться в 13 раз. Впервые было проведено в 1972 году.

## Квалификация
Национальные олимпийские комитеты (НОК) могут квалифицировать одну эстафетную команду одним из следующих трех способов:
- Лучшие 8 команд НОК квалифицировались на эстафетный турнир через чемпионат мира по легкой атлетике 2019 года.
- Дополнительно 4 команды НОК квалифицировались на эстафетный турнир через Чемпионат мира по легкоатлетическим эстафетам 2021.
- Остальные 4 команды НОК, которые не попали через чемпионат мира 2019 года и на чемпионат мировых легкоатлетических эстафет 2021 года, квалифицировались как лучшие сборные из мирового рейтинга по состоянию на 29 июня 2021 года.

Всего в эстафетную команду могут быть введены пять спортсменов. Если НОК также ввел отдельных спортсменов в соответствующее индивидуальное соревнование (400 м), включенные индивидуальные спортсмены должны быть включены в общее количество пяти (5) спортсменов, включенных в эстафету. В дополнение к пяти, НОК могут номинировать максимум одного альтернативного спортсмена для каждой команды.
Квалификационный период первоначально был установлен с 1 мая 2019 года по 29 июня 2020 года. Из -за пандемии коронавирусной инфекции в период с 6 апреля 2020 года по 30 ноября 2020 года соревнования был приостановлены и дата окончания продлена до 29 июня 2021 года. Квалификационные нормативы времени могут быть получены в различных соревнованиях в течение данного периода, и которые имеют одобрение ИААФ. Как на открытом воздухе, так и в помещении, а также результаты последний региональных чемпионатов могут быть засчитаны в рейтинге, даже если он проведен не во время квалификационного периода.

## Рекорды
Мировой и олимпийский рекорды до начала летних Олимпийских игр 2020 года:
| Мировой рекорд     | СССР Татьяна Ледовская, Ольга Назарова, Мария Пинигина, Ольга Брызгина         | 3.15,17 | Сеул | 1 октября 1988 |
| Олимпийский рекорд | СССР · Татьяна Ледовская, · Ольга Назарова, · Мария Пинигина, · Ольга Брызгина | 3.15,17 | Сеул | 1 октября 1988 |

## Формат и календарь турнира
В соревнованиях продолжили использовать двухраундовый формат, введенный в 2012 году.
Время Олимпийских объектов местное (Япония, UTC+9)
| Дата                    | Время | Раунд      |
| ----------------------- | ----- | ---------- |
| Четверг, 5 августа 2021 | 19:00 | Отборочный |
| Суббота, 7 августа 2021 | 19:00 | Финал      |

## Результаты

### Отборочные забеги
Квалификационные правила: первые 3 в каждом забеге (Q) и дополнительно 2 с лучшими показанными результатами из всех забегов (q) проходят в Финальный раунд.

#### Отборочный забег 1
| Место | Дорожка | НОК               | Спортсмен                                                                              | Реакция на старте | Время   | Примечание |
| ----- | ------- | ----------------- | -------------------------------------------------------------------------------------- | ----------------- | ------- | ---------- |
| 1     | 3       | Польша            | Анна Келбасиньская, Ига Баумгарт-Витан, Малгожата Холуб-Ковалик, Юстина Свенти-Эрсетиц | 0.161             | 3:23.10 | Q, SB      |
| 2     | 8       | Куба              | Зуриан Хечаваррия, Роза Мэри Альманса, Сахили Диаго, Лиснейди Вейтия                   | 0.194             | 3:24.04 | Q, SB      |
| 3     | 4       | Бельгия           | Наоми Ван Ден Брук, Имке Верваэт, Паульен Кукуйт, Камилла Лаус                         | 0.139             | 3:24.08 | Q, NR      |
| 4     | 5       | Германия          | Коринна Шваб, Каролина Крафзик, Лаура Мюллер, Рут Спельмейер                           | 0.168             | 3:24.77 | SB         |
| 5     | 9       | Франция           | Сохна Лакост, Амандин Броссье, Брижит Нтиамоа, Флория Гей                              | 0.279             | 3:25.07 | SB         |
| 6     | 6       | Швейцария         | Шпрунгер, Леа, Сильке Лемменс, Рэйчел Пелло, Ясмин Гигер                               | 0.153             | 3:25.90 | NR         |
| 7     | 7       | Австралия         | Бендере Обоя, Кендра Хаббард, Элли Бир, Аннелиз Руби                                   | 0.197             | 3:30.61 | SB         |
| —     | 2       | Багамские Острова | Донейша Андерсон, Меган Мосс, Брианна Бетел, Антоника Страчан                          | 0.297             | DNF     |            |

#### Отборочный забег 2
| Место | Дорожка | НОК            | Спортсмен                                                               | Реакция на старте | Время   | Примечание |
| ----- | ------- | -------------- | ----------------------------------------------------------------------- | ----------------- | ------- | ---------- |
| 1     | 8       | США            | Кейлин Уитни, Уэйдлайн Джонатас, Кендалл Эллис, Линна Ирби              | 0.177             | 3:20.86 | Q, SB      |
| 2     | 9       | Ямайка         | Джунелль Бромфилд, Рониша Макгрегор, Джанив Расселл, Стэйси-Энн Уильямс | 0.177             | 3:21.95 | Q, SB      |
| 3     | 3       | Великобритания | Эмили Даймонд, Зои Кларк, Лавиаи Нильсен, Николь Йергин                 | 0.169             | 3:23.99 | Q, SB      |
| 4     | 7       | Нидерланды     | Лике Клавер, Лисанна де Витте, Лаура де Витте, Фемке Бол                | 0.220             | 3:24.01 | Q, NR      |
| 5     | 6       | Канада         | Алисия Браун, Сейдж Уотсон, Мадлен Прайс, Кира Константин               | 0.162             | 3:24.05 | Q, SB      |
| 6     | 5       | Украина        | Катерина Климюк, Алина Логвиненко, Виктория Ткачук, Анна Рыжикова       | 0.173             | 3:24.50 | SB         |
| 7     | 4       | Италия         | Мария Бенедикта Чигболу, Аличе Манджоне, Петра Нарделли, Ребекка Борга  | 0.150             | 3:27.74 | SB         |
| 8     | 2       | Беларусь       | Александра Хилманович, Юлия Близнец, Эльвира Герман, Астерия Лимай      | 0.214             | 3:33.00 |            |

### Финал
| Место | Дорожка | Спортсмен      | НОК                                                                                  | Реакция на старте | Время   | Примечание |
| ----- | ------- | -------------- | ------------------------------------------------------------------------------------ | ----------------- | ------- | ---------- |
| 1     | 7       | США            | Сидни Маклафлин, Эллисон Феликс, Далайла Мухаммад, Атинг Му                          | 0.145             | 3:16.85 | SB         |
| 2     | 4       | Польша         | Наталья Качмарек, Ига Баумгарт-Витан, Малгожата Холуб-Ковалик, Юстина Свенти-Эрсетиц | 0.183             | 3:20.53 | NR         |
| 3     | 5       | Ямайка         | Рониша Макгрегор, Джанив Расселл, Шерика Джексон, Кэндис Маклауд                     | 0.192             | 3:21.24 | SB         |
| 4     | 3       | Канада         | Алисия Браун, Мадлен Прайс, Кира Константин, Сейдж Уотсон                            | 0.179             | 3:21.84 | SB         |
| 5     | 9       | Великобритания | Ама Пипи, Джоди Уильямс, Эмили Даймонд, Николь Йергин                                | 0.163             | 3:22.59 | SB         |
| 6     | 2       | Нидерланды     | Лике Клавер, Лисанна де Витте, Лаура де Витте, Фемке Бол                             | 0.207             | 3:23.74 | NR         |
| 7     | 8       | Бельгия        | Наоми Ван Ден Брук, Имке Верваэт, Паульен Кукуйт, Камилла Лаус                       | 0.173             | 3:23.96 | NR         |
| 8     | 6       | Куба           | Зуриан Хечаваррия, Роза Мэри Альманса, Сахили Диаго, Лиснейди Вейтия                 | 0.219             | 3:26.92 |            |